# Брутцер, Грегор
Вильгельм Грегор Брутцер (нем. Wilhelm Gregor Brutzer; 6 августа 1834, Рига — 7 июля 1883, Рига) — балтийско-немецкий психиатр, считающийся первым психиатром Латвии.
Сын врача Карла Эрнста Брутцера (1794—1877), автора учебного пособия по гомеопатии (1838).
В 1846—1852 гг. учился в Лифляндской губернской гимназии в Биркенру. В 1853—1858 гг. изучал медицину в Дерптском университете, в 1859 г. получил звание доктора медицины. В 1860—1861 гг. стажировался в Праге, Вене и Париже.
В 1862 году основал в Риге частную психиатрическую лечебницу «Ротенберг», выкупив участки и строения у бывшего сахарного завода. В 1872 году продал больницу городским властям, сохранив до конца жизни пост директора и главного врача. В 1870—1872 и 1876—1878 гг. председатель рижского Общества практикующих врачей. С 1878 года член городского собрания.
Отец 12 детей, среди которых Грегор Константин Брутцер (1868—1918), журналист, главный редактор газеты Rigaer Tageblatt (1906—1915), Эрнст Мартин Брутцер (1873—1940), миссионер в Африке и Индии, пастор, и вице-адмирал Фридрих Брутцер (1879—1958). Дед литературоведа Софи Брутцер.